# Nephopterix ochridorsalis
Nephopterix ochridorsalis is een vlinder uit de familie van de snuitmotten (Pyralidae). De wetenschappelijke naam van de soort is voor het eerst geldig gepubliceerd in 1919 door Wileman & South.